# Bytków
Bytków (niem. Bittkow) – dzielnica Siemianowic Śląskich, położona około 2 kilometry na południowy zachód od centrum, która graniczy z dzielnicą Michałkowice oraz miastami: Chorzowem i Katowicami.

## Historia

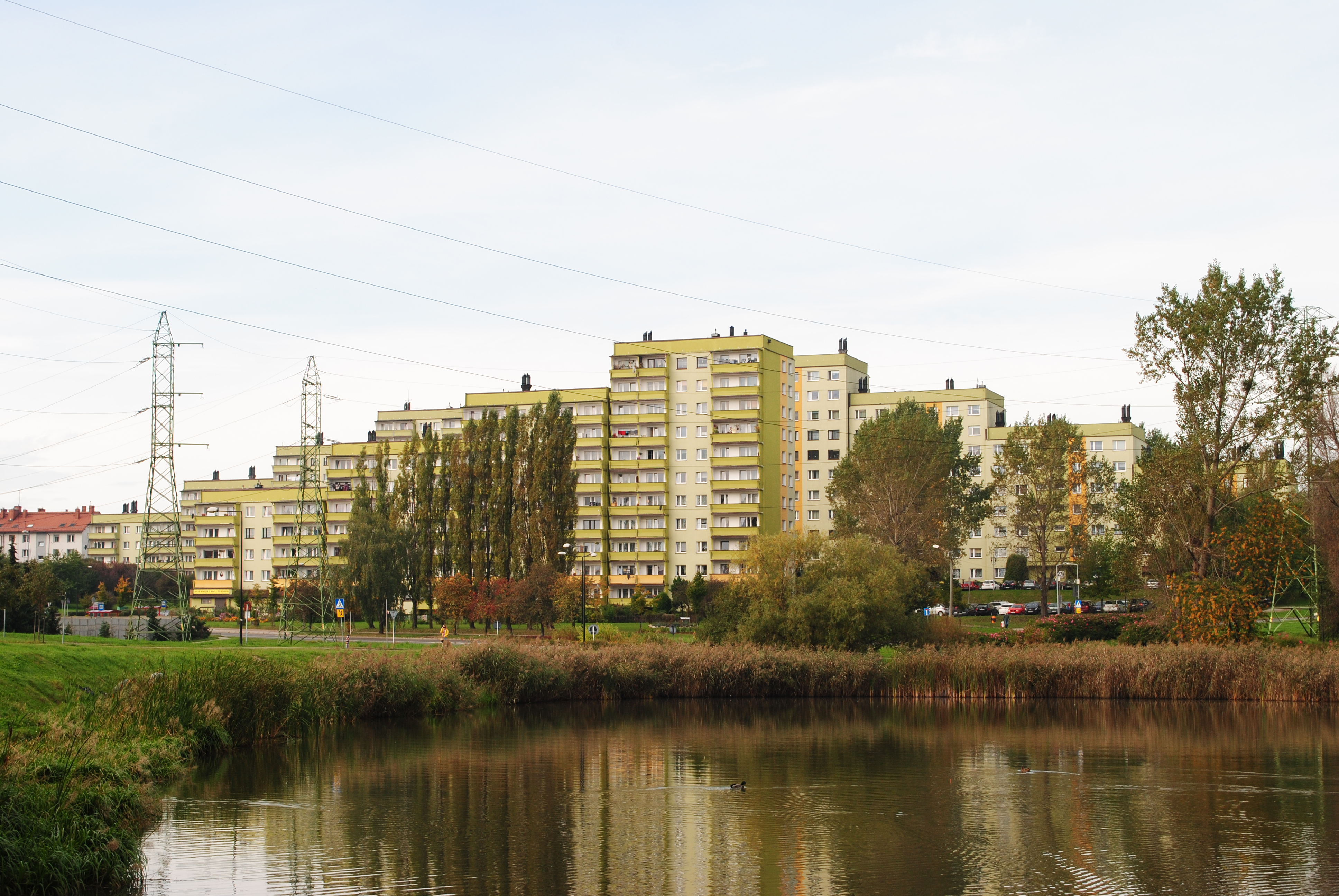
Fragment osiedla Węzłowiec przy ul. Władysława Jagiełły; na pierwszym planie Staw Brysiowy

W XII i XIII wieku zaczęły powstawać pierwsze górnośląskie osady, m.in. Chorzów, Dąb, Dąbrówka Wielka, czy Michałkowice. Nie inaczej było z Bytkowem, którego pierwsza wzmianka pochodzi z 1298 roku, która była wzmiankowana wówczas jako Bythkow. W 1384 roku Maciej Wrochnik (później rodzina Bytkowskich) zakupił Michałkowice, a w 1402 roku ufundował w Michałkowicach kościół na miejscu wcześniejszego, opuszczonego. W XVI i XVII wieku wieś wielokrotnie zmieniała właścicieli, aż na początku XVIII w., kiedy to została kupiona przez Szkota – Huntera von Grandon, pana Siemianowic i Bańgowa. W tym wieku została zbudowana kaplica. W 1751 roku Bytków zostaje zakupiony przez baronów Klochów – najpierw przez Ignaza von Klocha, założyciela kolonii robotniczej Ignazdorf (dzisiejszy Wełnowiec) i pierwszych w okolicy kopalni węgla: tłumaczone na polski, Leśna (1786 rok) i Szczęście (1788 rok). Po nim właścicielem został jego syn – Jan Nepomucen, który był jednym z fundatorów kościoła w Michałkowicach. W 1796 roku Bytków został sprzedany księciu Hohenlohe, który zakłada w 1805 roku w południowej części dominium przy udziale Johna Baildona jedną z pierwszych na kontynencie hut opalanych koksem.

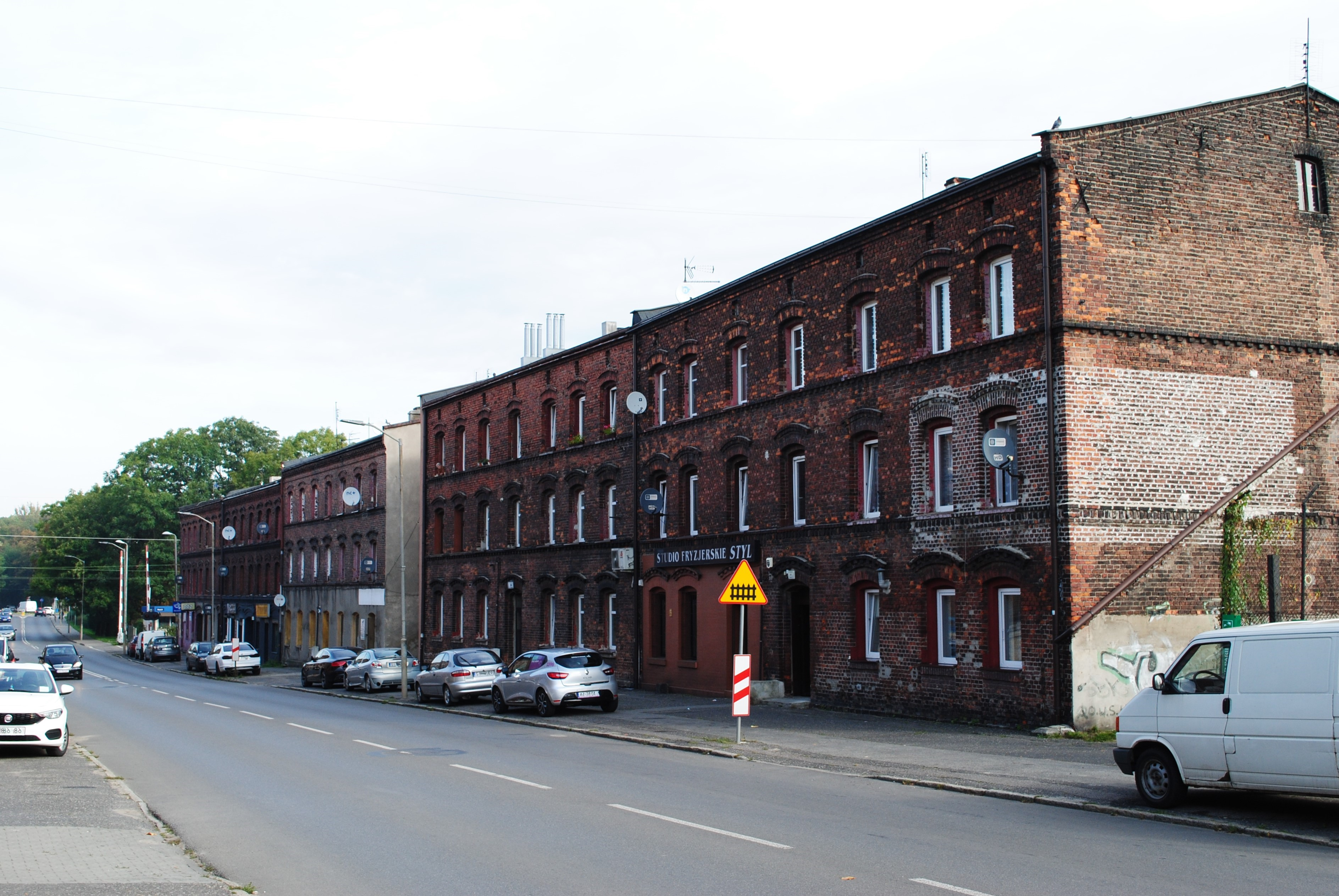
Fragment ul. Bytkowskiej w kierunku Michałkowic

W alfabetycznym spisie miejscowości na terenie Śląska wydanym w 1830 roku we Wrocławiu przez Johanna Knie miejscowość występuje pod polską nazwą Bytkow oraz nazwą zgermanizowaną Bittkow. W 1870 roku powstaje pierwsza bytkowska szkoła. Bytków zostaje włączony do Polski w 1922 roku.
W 1924 roku z gminy odłączył się Wełnowiec, a w 1938 roku Gmina Bytków zostaje włączona do Michałkowic, a w 1951 obie miejscowości do Siemianowic. Z Bytkowa pochodzi brązowa medalistka Igrzysk Olimpijskich z 1956 roku oraz uczestnika Igrzysk w 1960 roku – Natalia Kot.
Do 2002 roku na północnym krańcu Bytkowa istniała stacja towarowa górnośląskiej kolei wąskotorowej. Po zamknięciu kopalni Siemianowice i zakończeniu przewozów węgla w 1999 roku zbudowany został w Bytkowie przystanek osobowy, gdzie zatrzymywały się sezonowe pociągi turystyczne na linii Siemianowice Śląskie – Bytom – Tarnowskie Góry – Miasteczko Śląskie. W wyniku zmasowanych kradzieży nawierzchni torowej w 2003 roku linia wąskotorowa na odcinku Siemianowice Śląskie – Bytom została zamknięta, a resztę nawierzchni rozebrało PKP.

## Opis

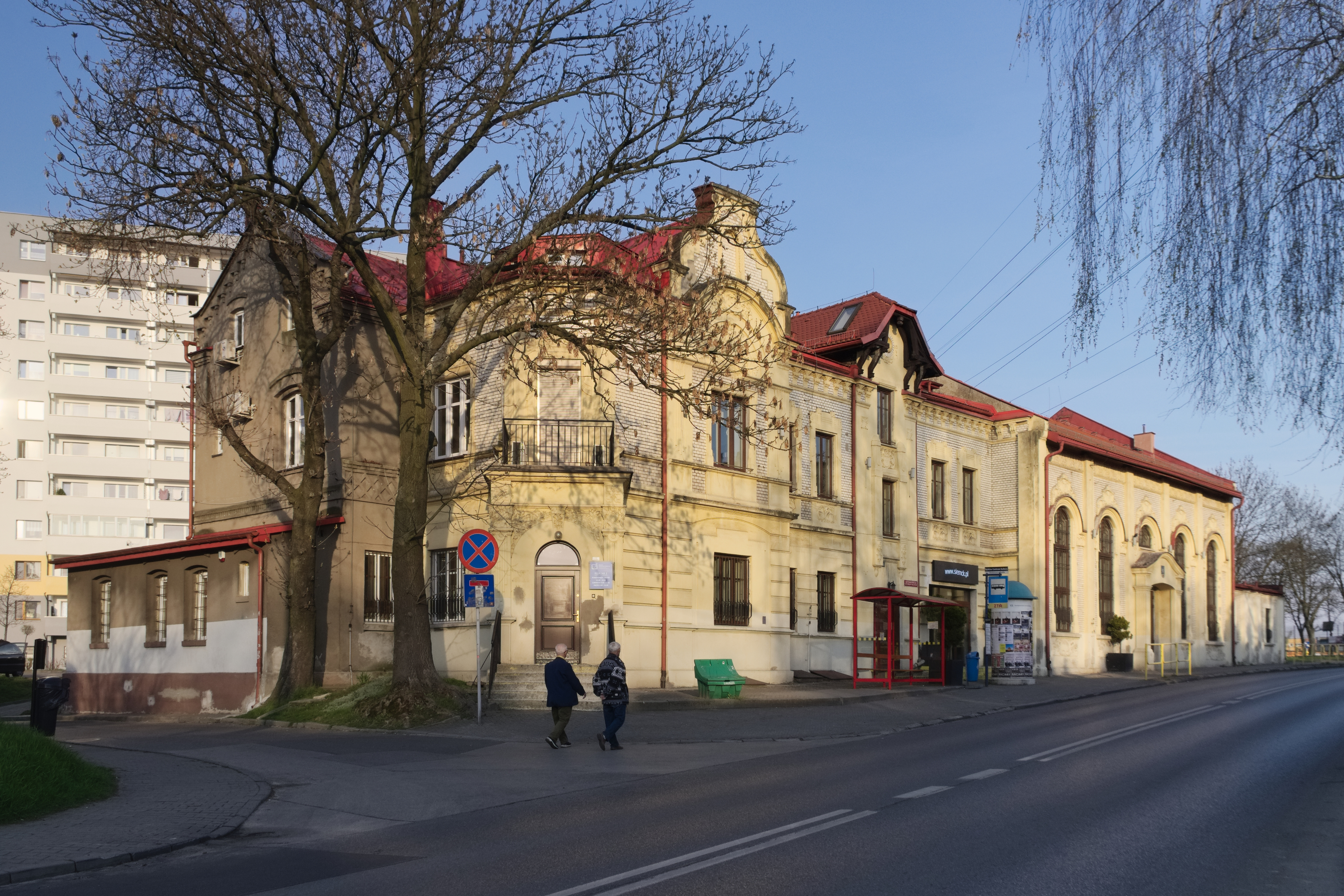
Siemianowickie Centrum Kultury przy ul. Niepodległości 45 (2025)

Dzisiejsza dzielnica wywodzi się ze średniowiecznej wsi, której przebieg zaznacza główna arteria komunikacyjna, biegnąca w kierunku Michałkowic od Wzgórza Bytkowskiego (320 m n.p.m.) – obecne ulice: Walerego Wróblewskiego, Niepodległości i Bytkowska. Na szczycie wzgórza wznosi się wieża radiowo-telewizyjna SLR Bytków ośrodka Telewizji Polskiej Katowice, a położone obok skrzyżowanie dróg Katowice – Siemianowice Śląskie (ulice: Telewizyjna i Bytkowska w Katowicach oraz Walerego Wróblewskiego w Siemianowicach Śląskich) i Chorzów – Siemianowice Śląskie (ulica Siemianowicka w Chorzowie) jest punktem styku granic administracyjnych Siemianowic Śląskich, Katowic i Chorzowa.
W Bytkowie znajduje się rynek bytkowski oraz Siemianowickie Centrum Kultury i Dom Kultury. Kościół bytkowski, należący do parafii pod wezwaniem Ducha Świętego, ulokowany jest na Osiedlu Młodych – jednym z trzech dużych osiedli bytkowskich. Tam również stoi zabytkowa kapliczka oraz tablica upamiętniająca Józefa Skrzeka i Pawła Wójcika, powieszonych na drzewie w tym miejscu w 1941 roku przez Niemców z NSDAP w czasie II wojny światowej. W pobliżu bytkowskiego rynku znajduje się profesjonalny bulodrom do gry w petanque pozwalający na wytyczenie czterech pełnowymiarowych torów do gry.
Bytków posiada połączenia autobusowe transportu miejskiego obsługiwane na zlecenie ZTM, które łączą dzielnicę z Katowicami, Chorzowem i Piekarami Śląskimi.
W Bytkowie funkcjonują następujące placówki oświatowe:
- Szkoła Podstawowa nr 1 im. Mikołaja Kopernika,
- Zespół Szkół Sportowych w Siemianowicach Śląskich: Szkoła Podstawowa nr 8, V Liceum Ogólnokształcące[3].